# دار الحنشي

تعديل مصدري - تعديل

دار الحنشي هي إحدى قرى عزلة سرار بمديرية سرار التابعة لمحافظة أبين، بلغ تعداد سكانها 45 نسمة حسب تعداد اليمن لعام 2004.